# DitoBus
DitoBus Gruppen er et dansk busselskab med hovedsæde i Holbæk. 
DitoBus blev startet i 1950 af Gerda og Poul Verner Hansen Boers. I 1962 var det første gang Dito-navnet optrådte, da Poul Verner Hansen Boers tog en partner ind. De skrev DI-TO’s Turistfart på siden af deres Büssing-busser, og selvom partnerskabet ophørte kort efter, da Poul Verner Hansen Boers købte partneren, forblev firmanavnet Dito's Turistfart, indtil det i 2001 blev justeret til DitoBus. I 1996 døde Poul Verner Hansen Boers, og firmaet blev overtaget af Ib og Niels Gregers Boers. Året efter blev det besluttet at flytte fra Ugerløse til Holbæk.
DitoBus Gruppen består af 3 selskaber
- DitoBus Linjetrafik, der kører rutekørsel for Movia, Sydtrafik, Midttrafik og NT.
- DitoBus Excursions, der udfører turistkørsel med busser fra 19 til 78 passagerer.
- DitoBus Servicetrafik, der udfører speciel rutekørsel for Movia og flere kommuner.

Siden skisæsonen 2000/2001 udføres desuden kørsel med "Skiekspresbus" til diverse franske skisportssteder.
Opkøb af andre selskaber
I marts 2009 købte DitoBus resterne af Østtrafik, der var kommet i økonomisk uføre. Det lykkedes senere at genvinde kørslen i Faxe-området, mens man senere tabte kørslen i Præstø og i Vordingborg-området. Anlægget i Hårlev forblev hos DitoBus til opmagasinering i nogle år, men er senere blevet udskilt.
I 2015 overtog DitoBus aktiviteterne på Sjælland fra Thykjær. Det drejede sig om kørsel i Fuglebjerg og området omkring Kalundborg. Kørsel det senere er lykkedes at genvinde.
DitoBus erhvervede 51% af aktierne i Jørns Busrejser pr. 01.07.2016, mens rutekørsel blev udskilt i Jørns Rutetrafik A/S ejet 100 % af Dito. Pr. 01.01.2021 blev Jørn Busrejser 100% ejet af Dito og Jørns Rutetrafik A/S blev fusioneret ind i DitoBus Linjetrafik.
DitoBus erhvervede det fulde ejerskab af Kruse A/S i 2021, efter at have købt sig ind tidligere. Det lykkedes DitoBus at genvinde kontrakterne på Lolland og i Roskilde, mens kørslen i Haslev senere blev til et Kommunebus forsøg under Movia, dog tabte man kørslen på linje 207. Garagen hos Kruse i Roskilde lukkede i december 2022, mens man åbnede nye anlæg i Kirke Hyllinge og Skibby.
I juli 2024 erhvervede DitoBus, Hørby Rute-og Turistbusser, der udfører turistkørsel i Nordjylland, samt kørsel for Nordjyllands Trafikselskab på enkelte skole- og lokalruter på Vendsyssel.
Udvikling i kørslen fra 2021
Efter mange år med store gevinster ved udbud på Sjælland, i Sønderjylland og i Nordjylland, hvor man blandt andet i 2021 vandt lokalruterne i Ribe samt ruten mellem Ribe, Esbjerg og Varde og lokalruten på Læsø, mens man i 2022 vandt Hillerød bybusser og kørsel på Hornsherred med opstart i december 2023, mistede DitoBus i 2023 noget kørsel i Nordjylland og en stor del af kørslen i et område af "hjemmebanen" på Vestsjælland. Man tabte meget kørsel i Holbæk med effekt fra december 2024, samt kørsel i Nykøbing Sjælland, Holbæk bybusser og yderligere kørsel i Slagelse, Kalundborg, Sorø og Fuglebjerg fra 2025 og 2026. Desuden mistede man linje 358 med effekt fra april 2025, der var DitoBus' første linje i det tidligere HT-område, vundet tilbage i 2012. Kørslen på Sjælland blev tabt til Gocollective og Umove. Mens kørslen i Nordjylland blev tabt til Keolis.
Matriel til kørslen
DitoBus har altid været stærk tilhænger af Volvo busser på landevejene, men har også ejet busser af det Danske mærke DAB Silkeborg. For turistdelen benyttes primært Setra, Mercedes Benz eller Volvo turistbusser.
For DitoBus Rutetrafik benyttes en blanding af Volvo busser af typerne B7RLE, B8RLE, B12M samt 7900E (B0L). DitoBus modtog i øvrigt nogle af de allersidste Volvo busser bygget på den polske fabrik i Wroclaw.
Udover Volvo-busserne benyttes busser af typen VDL Ambassador, VDL Citea og VDL Jonckheere Transit, Mercedes Benz Inturo, Setra S415LE, MAN Lions City, Iveco Urbanway og Scania Citywide Suburban LE samt elektriske busser af mærkerne Ebusco, Golden Dragon og Yutong.
Garager og kørsel
I december 2024 udfører DitoBus kørsel for følgende trafikselskaber:
Nordjyllands Trafikselskab - på Frederikshavn Bybusser og ruterne 53, 60X, 73, 77, 80, 81, 82, 87, 104, 208, 212, 273, 274, 275, 278, 422, 641-646, 682-689, 812, 813, 840 samt ekstrakørsel på Aalborg bybusser til/fra uddannelsesinstitutioner fra udkørselssteder i Aalborg, Brønderslev, Dronninglund, Frederikshavn, Læsø, Hjørring og Terndrup
Midttrafik - På rute 172 fra udkørselssted i Engesvang.
Sydtrafik - På rute 14, 245, 401, 403, 411, 415, 416, 417, 418, 422, 425, 426, 427, 428, 429, 808 og 809 fra udkørselssteder i Esbjerg, Gørding, Ribe og Varde.
Movia - Under Kruse-navnet køres linjerne 711, 714, 715, 716, 717, 718, 719, 720R, 721, 722, 723, 724, 725, 751, 752, 755, 762, 763, 771, 772, 773, 774, 778, 780, 791 og 792 fra udkørselssteder i Nakskov og Maribo.
For øvrige linjer i Movia, se oversigt i tabellen DitoBus på Sjælland.